# Arquerm
Arquerm (en llatí Archermus, en grec antic Ἄρχερμος) va ser un escultor de l'antiga Grècia que va viure a la meitat del segle vi aC.
Plini el Vell diu a la Naturalis Historia que era fill de Miciades, escultor, i que els seus fills Bupal i Atenis també van ser escultors importants. La tradició diu que Arquerm va ser el primer que va representar a Niké amb ales, però el fet ha estat discutit.